# 방가지똥속
방가지똥속은 국화목 국화과의 한 속이다. 이 속에 속한 식물들은 여러해살이풀이며,하위 종으로 방가지똥과 큰방가지똥, 사데풀이 있다. 줄기를 자르면 흰 즙이 나온다.